# Reuß jüngerer Linie
Das  Fürstentum Reuß jüngerer Linie war ein Kleinstaat im Osten des heutigen Landes Thüringen mit Gera als Landeshauptstadt. Es entstand 1848 mit der Wiedervereinigung der drei reußischen Teilherrschaften der jüngeren Linie Schleiz, Lobenstein-Ebersdorf und Gera.

## Geschichte

Lage des Fürstentums Reuß Jüngerer Linie im Jahr 1910

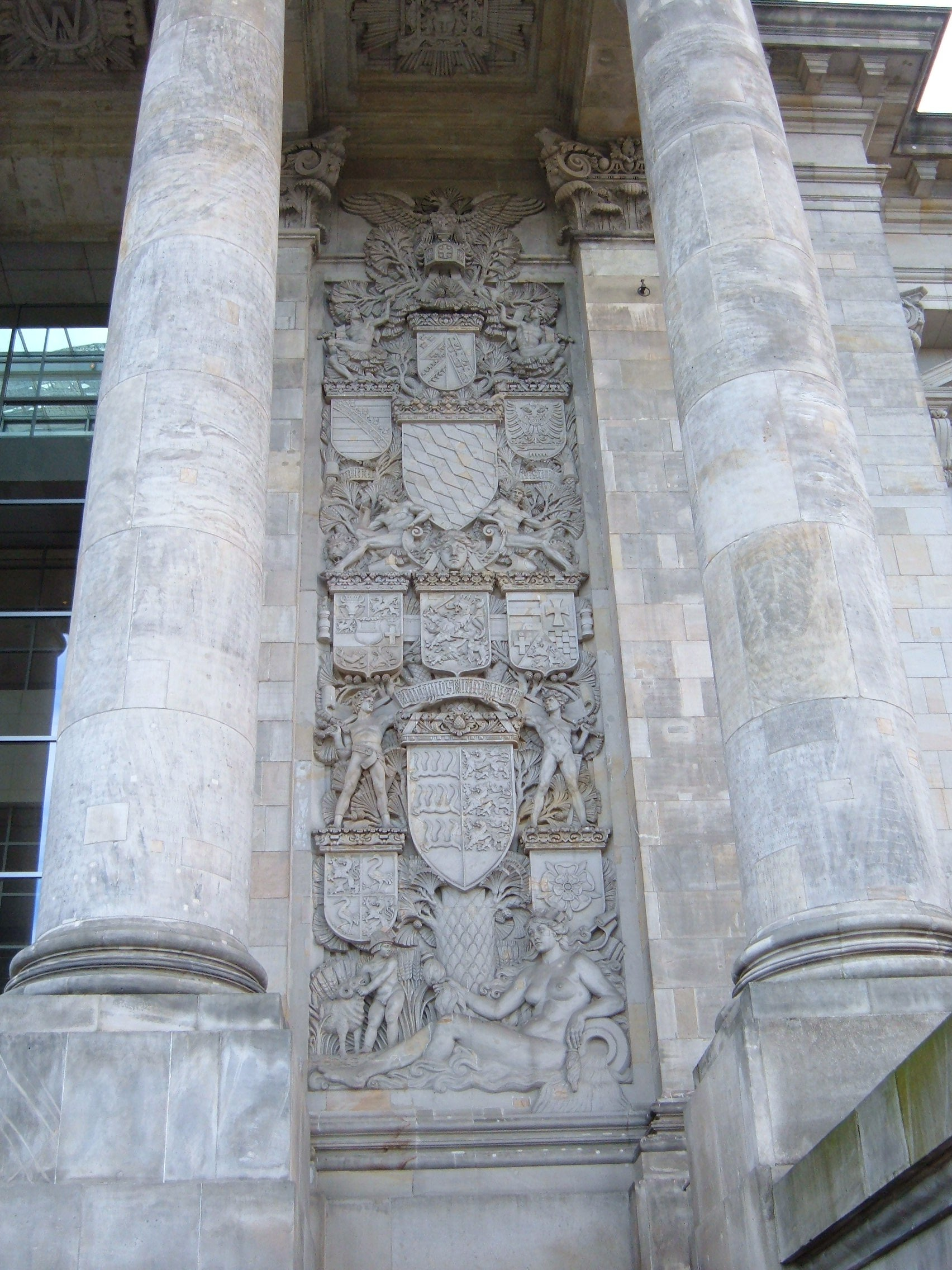
Wappen des Fürstentums Reuß (unten links) am Reichstagsgebäude in Berlin

Reuß jüngerer Linie war neben Reuß älterer Linie einer der beiden Hauptzweige des Fürstenhauses Reuß. 1802 starb mit Heinrich XXX. der letzte Graf aus dem Haus Reuß-Gera jüngerer Linie. Die jüngeren Linien Reuß-Schleiz, Reuß-Lobenstein und Reuß-Ebersdorf übernahmen zusammen die Regentschaft über die Herrschaft Gera. Schon 1824 erlosch aber durch den Tod von Heinrich LIV. die Linie Reuß-Lobenstein, deren Gebiet damit an die Linie Reuß-Ebersdorf fiel. Diese Linie verzichtete 1848 mit der Abdankung des Fürsten Heinrich LXXII. zugunsten der Linie Reuß-Schleiz, womit das einheitliche Fürstentum Reuß jüngerer Linie entstand.
In der Nachfolge der Teilherrschaften, die bis 1806 zu Fürstentümern erhoben wurden, war Reuß j. L. ebenfalls Fürstentum, Mitglied des Deutschen Bundes und als Mitglied im Zoll- und Handelsverein der Thüringischen Staaten Mitglied des Deutschen Zollvereins.
1849 erhielt das neue Fürstentum als konstitutionelle Monarchie ein Staatsgrundgesetz sowie ein Wahlgesetz mit indirekten Wahlen zum Landtag Reuß jüngerer Linie. Konservative Revisionen des fortschrittlichen Staatsgrundgesetzes erfolgten 1852 und 1856. Seit 1854 war das Domänengut, insbesondere aus Forsten bestehend, alleiniges Eigentum des Fürstenhauses, mit einer eigenen Verwaltung. Das führte zur Bildung eines Staates im Staate. Der Ertrag des Domänenguts betrug im Jahre 1913 713.000 Mark.
Im Deutschen Krieg 1866 war das Fürstentum anfangs neutral, dann aber im Gegensatz zu Reuß älterer Linie auf der Seite des Königreichs Preußen. Es trat schon am 28. Juni durch einen freiwilligen Vertrag mit Preußen dem in Aussicht genommenen Norddeutschen Bund bei und am 2. Juli aus dem Deutschen Bund aus. In Folge davon wurde 1867 ein Teil der Souveränität, nämlich die eigenständige Außenpolitik, die Festlegung wirtschaftlicher Grundsatzfragen sowie die Militärhoheit, aufgegeben. 1871 wurde mit der Reichsgründung das „preußische System“ des Norddeutschen Bundes auf den neu entstandenen Nationalstaat übertragen und Reuß j. L. damit zum Bundesstaat im Deutschen Reich. Als 1880 die Bundesstaaten verpflichtet wurden, beim Bundesrat in Berlin ständige Vertretungen einzurichten, übertrug das Fürstentum seine Vertretung auf das Großherzogtum Sachsen-Weimar-Eisenach. Mit der Neugestaltung der Gerichtsorganisation im Reich 1877 erhielt das Fürstentum in Gera sein Landgericht.
Nach der Wahlrechtsreform 1871 bestand der Landtag aus 16 Abgeordneten, von denen einer vom Fürsten Reuß-Köstritz ernannt wurde, drei von den Höchstbesteuerten und zwölf von den sonstigen männlichen Gemeindebürgern im direkten Verfahren in je einem Wahlkreis gewählt wurden. Zur Abwehr der Sozialdemokratie wurde dies aber 1912 geändert, indem die Zahl der Abgeordneten aus allgemeinen Wahlen zwar von 12 auf 17 erhöht, gleichzeitig aber das Pluralwahlrecht eingeführt wurde, das Einkommen, Lebensalter und Bildungsstand berücksichtigte. Dabei konnte eine Person bis zu fünf Stimmen abgeben.
1863 wurde im Fürstentum die Gewerbefreiheit eingeführt, 1905 eine Warenhaussteuer zur Sicherung kleinbürgerlicher Existenzen.
Aufgrund der stark expandierenden Textilindustrie nahm die Bevölkerung im Landratsamtsbezirk Gera von 1871 bis 1910 um 144,3 % zu (von 40.721 auf 99.594 Einwohner) und erreichte eine Bevölkerungsdichte von 406 Einwohnern/km². Um die Jahrhundertwende trat eine Stagnation ein.
Nach dem Sturz der Monarchie und der Ausrufung der Republik in der Novemberrevolution erklärte am 11. November 1918 Fürst Heinrich XXVII. auch als Regent des Fürstentums Reuß älterer Linie seinen Thronverzicht. Reuß j. L. wurde ein Freistaat, der sich aber schon 1919 mit dem Freistaat Reuß ä. L. zum Volksstaat Reuß mit der Hauptstadt Gera vereinigte, der wiederum 1920 im Land Thüringen aufging.

## Wirtschaft
Reuß j. L. hatte mit Gera das Zentrum der Textilindustrie in Ostthüringen. 1891 gab es 62 Textilfabriken mit einem Umsatz von 50 Millionen Mark und 10.834 Arbeitern. Die bedeutendste Fabrik war die 1834 gegründete Firma Ernst Friedrich Weißpflog. Gera war aber auch Mittelpunkt des Maschinenbaus mit den Fabriken von Moritz Jahr (gegr. 1841), Alfred Kuhn (gegr. 1858), August Jahn (gegr. 1873) und Karl Wetzel (gegr. 1877). Das Fürstentum war, wie auch andere Gebiete von Thüringen und Sachsen, eine Hochburg der Arbeiterbewegung und der SPD.

## Verwaltungsgliederung und Bevölkerung
Verwaltungsgliederung mit Einwohnerzahl 1871
| Landratsamt | Einwohner 1871 |
| ----------- | -------------- |
| Ebersdorf   | 48.311         |
| Gera        | 40.721         |

- Bevölkerung: 139.210 (1900)
- Städte: Gera, Köstritz, Ebersdorf, Schleiz, Lobenstein, Saalburg, Tanna, Hirschberg
- Landratsamtbezirke: Unterländischer Bezirk Gera, Oberländischer Bezirk Schleiz (mit Lobenstein)
- Exklaven: Triebes, Hohenleuben, Pohlen

| Fürstentum Reuß jüngerer Linie | Fürstentum Reuß jüngerer Linie | Fürstentum Reuß jüngerer Linie     | Fürstentum Reuß jüngerer Linie |
| --- | ------------------------------ | ---------------------------------- | ------------------------------ |
| Gesamt: 152.752 |                                |                                    |                                |
| Landratsamt Gera | Landratsamt Gera               | Landratsamt Schleiz                | Landratsamt Schleiz            |
| Gesamt: | 110.578                        | Gesamt:                            | 42.174                         |
| Kommune | Einwohner                      | Kommune                            | Einwohner                      |
| Gera | 49.276                         | Schleiz                            | 5.564                          |
| Debschwitz | 7.693                          | Lobenstein                         | 3.125                          |
| Untermhaus | 7.376                          | Hirschberg                         | 2.457                          |
| Zwötzen | 5.361                          | Tanna                              | 2.032                          |
| Triebes | 4.965                          | Wurzbach                           | 1.955                          |
| Pforten | 3.537                          | Langenwolschendorf                 | 1.078                          |
| Langenberg | 3.297                          | Harra                              | 990                            |
| Köstritz | 2.509                          | Saalburg                           | 862                            |
| Langenwetzendorf | 2.213                          | Neundorf                           | 772                            |
| Hohenleuben | 1.835                          | Oettersdorf                        | 739                            |
| Leumnitz | 1.155                          | Oschitz                            | 703                            |
| Tinz | 1.029                          | Oberböhmsdorf                      | 656                            |
| Frankenthal | 965                            | Schönbrunn                         | 653                            |
| Großaga | 799                            | Blankenstein                       | 620                            |
| Kraftsdorf (reußischer Anteil)(1) | 742                            | Ebersdorf (Dorfgemeinde)           | 564                            |
| Pohlitz | 720                            | Pottiga                            | 550                            |
| Windischenbernsdorf | 659                            | Göritz                             | 540                            |
| Lusan | 640                            | Saaldorf                           | 517                            |
| Caaschwitz | 612                            | Heinersdorf                        | 512                            |
| Dürrenebersdorf | 596                            | Unterkoskau                        | 510                            |
| Harpersdorf | 586                            | Oßla                               | 495                            |
| Rubitz | 563                            | Lichtenbrunn                       | 473                            |
| Niederböhmersdorf | 505                            | Titschendorf                       | 460                            |
| Töppeln | 502                            | Ruppersdorf                        | 423                            |
| Rüdersdorf (reußischer Anteil)(2) | 482                            | Dobareuth                          | 413                            |
| Weißendorf | 440                            | Thimmendorf                        | 412                            |
| Stublach | 397                            | Gebersreuth                        | 405                            |
| Milbiz | 368                            | Helmsgrün                          | 398                            |
| Dorna (reußischer Anteil)(3) | 368                            | Löhma                              | 392                            |
| Trebnitz | 366                            | Zollgrün                           | 379                            |
| Söllmnitz | 351                            | Röttersdorf                        | 378                            |
| Thieschitz | 347                            | Unterlemnitz                       | 361                            |
| Scheubengrobsdorf | 341                            | Schlegel                           | 342                            |
| Kleinaga | 337                            | Frössen                            | 333                            |
| Roben | 330                            | Venzka                             | 328                            |
| Kaimberg | 330                            | Mielesdorf                         | 324                            |
| Nauendorf | 323                            | Dittersdorf                        | 322                            |
| Großsaara | 320                            | Lössau                             | 314                            |
| Göttendorf | 304                            | Langgrün                           | 311                            |
| Steinbrücken | 301                            | Schilbach                          | 308                            |
| Hartmannsdorf | 300                            | Tegau                              | 294                            |
| Niederndorf | 287                            | Gahma                              | 292                            |
| Waltersdorf | 275                            | Seubtendorf                        | 288                            |
| Cretzschwitz | 252                            | Gräfenwarth                        | 282                            |
| Kaltenborn | 208                            | Weckersdorf                        | 282                            |
| Mühlsdorf | 199                            | Frankendorf                        | 278                            |
| Laasen | 195                            | Kirschkau                          | 274                            |
| Stübnitz | 191                            | Ebersdorf (Brüdergemeinde)         | 273                            |
| Hermsdorf | 183                            | Pahren                             | 272                            |
| Culm | 182                            | Künsdorf                           | 270                            |
| Wüstfalke | 181                            | Ullersreuth                        | 268                            |
| Gleina | 177                            | Grumbach                           | 258                            |
| Oberröppisch | 176                            | Stelzen (reußischer Anteil)(4)     | 257                            |
| Ernsee | 169                            | Lothra                             | 256                            |
| Kleinfalke | 166                            | Eliasbrunn                         | 255                            |
| Neuärgerniß | 163                            | Pörmitz                            | 249                            |
| Zschippach | 161                            | Görkwitz                           | 247                            |
| Hirschfeld (reußischer Anteil)(2) | 161                            | Altengesees                        | 241                            |
| Seifarthsdorf (reußischer Anteil)(2) | 145                            | Göschitz                           | 241                            |
| Hundhaupten (reußischer Anteil)(5) | 144                            | Rothenacker                        | 233                            |
| Zschippern | 140                            | Weitisberga (reußischer Anteil)(6) | 233                            |
| Wernsdorf | 139                            | Pirk                               | 224                            |
| Schwaara | 134                            | Blintendorf (reußischer Anteil)(7) | 223                            |
| Schöna | 133                            | Kießling                           | 223                            |
| Rusitz | 132                            | Leitlitz                           | 217                            |
| Pörsdorf (reußischer Anteil)(8) | 131                            | Lerchenhügel                       | 194                            |
| Lessen | 130                            | Willersdorf                        | 194                            |
| Kleinsaara | 128                            | Oberlemnitz                        | 191                            |
| Geißen | 115                            | Kulm                               | 174                            |
| Weißig | 112                            | Kleinwolschendorf                  | 170                            |
| Reichenbach | 108                            | Seibis                             | 170                            |
| Caasen | 107                            | Pöritzsch                          | 149                            |
| Pohlen | 106                            | Raila                              | 149                            |
| Hirschbach | 106                            | Thierbach                          | 146                            |
| Grüna | 105                            | Burkersdorf                        | 138                            |
| Zeulsdorf | 100                            | Göttengrün                         | 137                            |
| Pöllwitz (Anteil Reuß jüngerer Linie)(9) | 99                             | Wernsdorf                          | 137                            |
| Bethenhausen (reußischer Anteil)(2) | 98                             | Spielmes                           | 135                            |
| Negis | 95                             | Dürrenbach                         | 122                            |
| Lichtenberg | 91                             | Lückenmühle                        | 114                            |
| Groitschen | 90                             | Rödersdorf                         | 113                            |
| Collis | 81                             | Oberkoskau                         | 112                            |
| Langengrobsdorf | 80                             | Dragensdorf                        | 92                             |
| Seligenstädt | 79                             | Mödlareuth (reußischer Anteil)(10) | 76                             |
| Otticha | 63                             | Karolinenfield                     | 61                             |
| Roschütz (reußischer Anteil)(2) | 56                             | Fürstlicher Forst Heide            | 0                              |
| Gorlitzsch | 34                             | Fürstlicher Forst Hirschberg       | 0                              |
| Waaswitz | 31                             | Fürstlicher Forst Köthenwalde      | 0                              |
| Forstbezirk Ernsee | 0                              | Fürstlicher Forst Lückenmühle      | 0                              |
| Forstbezirk Pöllwitz-Neuärgerniß | 0                              | Fürstlicher Forst Lobenstein       | 0                              |
| |                                | Fürstlicher Forst Pahrener Hölzer  | 0                              |
| Fürstlicher Forst Rodacherbrunn |                                |                                    | 0                              |
| Fürstlicher Forst Saalburg und Schleiz |                                |                                    | 0                              |
| Fürstlicher Forst Wurzbach |                                |                                    | 0                              |
| Fürstlicher Forst Waidmannsheil |                                |                                    | 0                              |
| (1) anderer Teil zu: Herzogtum Sachsen-Altenburg (Westkreis) (2) anderer Teil zu: Herzogtum Sachsen-Altenburg (Ostkreis) (3) anderer Teil zu: Herzogtum Sachsen Altenburg (Ostkreis); zur Landgemeinde Röpsen (4) anderer Teil zu: Königreich Sachsen (Amtshauptmannschaft Plauen) (5) anderer Teil zu: Großherzogtum Sachsen-Weimar-Eisenach (V. Verwaltungsbezirk) (6) anderer Teil zu: Fürstentum Schwarzburg-Rudolstadt (Landratsamt Rudolstadt) (7) anderer Teil zu: Königreich Preußen (Landkreis Ziegenrück) (8) anderer Teil zu: Herzogtum Sachsen-Altenburg (Westkreis); zur Landgemeinde Rüdersdorf (9) anderer Teil zu: Fürstentum Reuß älterer Linie (Landratsamt Greiz) (10) anderer Teil zu: Königreich Bayern (Bezirksamt Hof) |                                |                                    |                                |

Gebietsveränderungen (ggf. unvollständig):
- 1. Oktober 1905: Eingliederung von Bieblach (1895 365 Einwohner) in Gera

### Währung und Postregal
Das Fürstentum trat 1838 dem Dresdner Münzvertrag bei. Zwei Taler im preußischen 14-Taler-Münzfuß entsprachen nun 3 1⁄2 süddeutschen Gulden im 24 1⁄2-Gulden-Fuß, was als gemeinsame Vereinsmünze der „contrahierenden Staaten“ gelten sollte. Diese Vereinsmünze zu „2 Taler = 3 1⁄2 Gulden“ war in jedem Zollvereins-Land gesetzlich gültig – unabhängig davon, wer der jeweilige Emittent der Vereinsmünze war. Mehrere Linien Reuß prägten eigene Münzen im preußischen Münzfuß (1 Reichstaler zu 24 Groschen zu 288 Pfennigen, ab 1838 1 Taler zu 30 Silbergroschen zu 360 Pfennigen):
- Reuß älterer Linie (Reuß-Greiz) 1806–1909, Münzstätten bestanden in Saalfeld vor 1840, in Hannover 1875–1877, in Berlin 1840–1909,
- Reuß-Lobenstein-Selbitz 1807, Münzstätte Saalfeld,
- Reuß-Lobenstein-Ebersdorf 1812–1847, Münzstätte Berlin,
- Reuß jüngerer Linie (Reuß-Schleiz-Gera) 1816–1884, Münzstätten Saalfeld vor 1840, Berlin 1840–1884.

Erst mit der Einführung der Mark als Reichswährung zum 1. Januar 1876 nach dem Gesetz vom 4. Dezember 1871 wurde die Zersplitterung des Währungswesens aufgehoben.
Die Thurn-und-Taxis-Post sicherte sich durch Verträge mit den Fürstentümern Reuß das Postregal:
- 17. März 1809 mit Reuß-Lobenstein und Reuß-Ebersdorf,
- 21. März 1809 mit Reuß-Greiz,
- 1. März 1816 mit Reuß-Schleiz
- 1. März 1817 mit Reuß-Schleiz, Reuß-Lobenstein und Reuß-Ebersdorf wegen der gemeinsamen Herrschaft Gera.

Schon äußerlich war die gemeinsame Verwaltung am Namen, an den Postwappen und an den Uniformen, die sich durch verschiedene Kragenfarben unterschieden, zu erkennen. So lautete der Name der Postanstalt: „Fürstlich Reußsche, Fürstlich Thurn und Taxissche Lehenspostexpedition“. Das Postwappen vereinte demzufolge beide Wappen, unten das Reußer, darüber das fürstlich Thurn und Taxissche. Von 1852 bis 1866 gab die Thurn-und-Taxis-Post eigene Briefmarken in zwei verschiedenen Währungen aus. Reuß gehörte zum Nördlichen Bezirk mit Groschenwährung. Ab 1867 ging das Postregal an Preußen über.

### Gerichtswesen
Die Gerichtsbarkeit oblag dem Oberlandesgericht in Jena. Es war zuständig für die vier sachsen-ernestinischen Staaten, das Fürstentum Schwarzburg-Rudolstadt und die beiden reußischen Fürstentümer sowie die preußischen Kreise Schmalkalden, Schleusingen und Ziegenrück. Das Fürstentum Reuß jüngerer Linie bildete den Bezirk des Landgerichtes Gera, zugleich zuständig für den sachsen-weimarischen Kreis Neustadt, mit fünf Amtsgerichten. In Gera wurden für ganz Ostthüringen die Schwurgerichtssitzungen abgehalten.
- Landgericht Gera (für Reuß jüngerer Linie und den Neustädter Kreis von Sachsen-Weimar-Eisenach) mit den acht Amtsgerichten Gera, Hirschberg, Hohenleuben, Lobenstein, Schleiz (für Reuß j. L.); Auma, Neustadt an der Orla, Weida (für den Neustädter Kreis).

### Militär
Als Mitglied des Deutschen Bundes stellte das Fürstentum ein Kontingent von 522 Mann Infanterie und gehörte zum 12. Bataillon der Reservedivision des Bundesheeres. Seit der Gründung des Deutschen Bundes unterhielten beide Fürstentümer gemeinsam ein Bataillon Infanterie von 745 Mann. 1854 wurde die Friedensstärke auf sechs Kompanien erhöht, wobei Reuß ä. L. eine Jägerabteilung zu zwei, Reuß j. L. ein Bataillon zu vier Kompanien stellte.
Das fürstlich-reußische Militär beider Linien bildete nach der am 4. Februar 1867 mit Preußen geschlossenen Militärkonvention im Deutschen Kaiserreich gemeinsam mit den Kontingenten von Sachsen-Altenburg und von Schwarzburg-Rudolstadt das 7. thüringische Infanterieregiment Nr. 96, das zum 4. preußischen Armeekorps in Magdeburg gehörte. Ein Bataillon lag in Gera in Garnison, von dem allmonatlich ein kleines Detachement nach Greiz abgeschickt wurde.

## Wappen
Beide Fürstentümer Reuß führten ein gemeinsames Wappen. Blasonierung: Das Wappen bestand aus einem quadrierten Schild. In den Feldern:
- Felder 1 und 4: In Schwarz ein stehender goldener Löwe. (Vögte von Plauen als Stammherren des Fürstentums Reuß)
- Felder 2 und 3: In Silber ein goldener Kranich. (Herrschaft Kranichfeld. Das Oberkranichfeld kam 1453 von den Burggrafen von Kirchberg an die Herren Reuß von Plauen, 1615 an Sachsen-Weimar, 1620 an Schwarzburg, 1663 an Sachsen-Gotha und 1826 schließlich an Sachsen-Meiningen. Dennoch führten die Fürsten von Reuß den Kranich prominent im Wappen.)

Die Landesfarben waren Schwarz-Rot-Gold.

## Fürsten

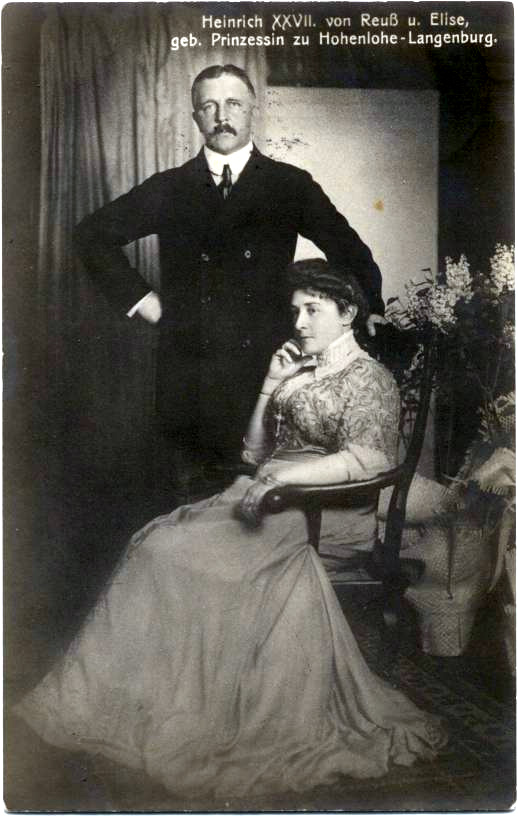
Heinrich XXVII. (1858–1928) und Elise, das letzte regierende Fürstenpaar

1. 1848–1854 Heinrich LXII. (1785–1854)
2. 1854–1867 Heinrich LXVII. (1789–1867)
3. 1867–1913 Heinrich XIV. (1832–1913)
4. 1913–1918 Heinrich XXVII. (1858–1928)

Die Ordnungszahlen der Herrschernamen ergeben sich daraus, dass alle männlichen Angehörigen des Fürstenhauses den Vornamen Heinrich trugen, die Angehörigen verschiedener Zweige der Jüngeren Linie in einer Folge gezählt wurden, angesichts der so entstehenden hohen Nummern aber in jedem Jahrhundert neu mit I. begonnen wurde.